# Erich Pietsch
Ernst Hermann Erich Pietsch (6 de mayo de 1902-1979), más conocido como Erich Pietsch, fue un químico, informatólogo y documentalista teórico alemán. Abordó los primeros procesos de mecanización de bibliotecas y centros de documentación alemanes, y formuló importantes teorías en información y documentación.

## Biografía
Nació en Berlín (Alemania) en 1902, y estudió física y química en la Universidad de Berlín, donde leyó su tesis en 1927; también estuvo interesado en filosofía. Comienza a trabajar a tiempo parcial en 1925 en la revista que editaba el Instituto Gmelin de Química Inorgánica, llegando a ser director del mismo desde 1936 al ser destituido el anterior director por tener origen judío. Durante la Segunda Guerra Mundial, el instituto fue convertido en un centro de economía militar de la Sociedad química alemana y la oficina que Pietsch comienza a trabajar en el tratamiento y seguridad de información científica, tarea que Pietsch ha de abordar con muy poco personal. El centro es bombardeado por los aliados en 1943 y gracias a una copia de seguridad se pudo salvaguardar parte de la documentación tratada.
Tras el fin de la contienda, Erich Pietsch toma contacto con diferentes instituciones, especialmente estadounidenses, para su reparación. Viaja a Estados Unidos en 1946 para entrevistarse, entre otros, con Vannevar Bush, Hans Peter Luhn, James Perry o la Sociedad Americana de Química (American Chemical Society). Establece una relación profesional con James Perry con quien empieza a interesarse por los pioneros sistemas mecánicos de procesamiento de la información. En 1947 aborda la automatización del centro de documentación del instituto usando un sistema de tarjetas perforadas, además de crear otros centros de documentación como el de información nuclear en 1957.
En 1951 fundó el Comité de Mecanización de Documentación auspiciado por la Sociedad Alemana de Documentación (Deutsche Gesellschaft für Dokumentation, DGD). Sin embargo, cuando accede a la presidencia de dicha sociedad en 1956, abandona el comité dado que esta presidencia más la del Instituto Gmelin, le mantenían muy ocupado.
En la década de los 60, Erich Pietsch abandona sus puestos de la Sociedad Alemana de Documentación (1961) y, finalmente, del Instituto Gmelin (1967). Muere en 1979.

## Teoría sobre el concepto Información y Documentación
Las teorías de Erich Pietsch se encuadran dentro de la llamada perspectiva documental de la Documentación, próximo a otros importantes teóricos como Edith Ditmas, Suzanne Briet, Herbert Coblans o Mortimer Taube. Sus teorías fueron clave en el pensamiento germano y también en el ámbito hispano, dado que fueron traducidas al español por el Centro de Información y Documentación del CSIC.
Erich Pietsch definió a finales de los años 50, tres conceptos como fueron documento, Documentación e Información:
- Documento: es la forma objetivada de una experiencia o de un conocimiento relacionado con determinado sector de las actividades del espíritu humano, principalmente la ciencia, la técnica y la economía.
- Documentación: la sistemática recopilación, interpretación y presentación para el uso de documentos, y debe entenderse en el contexto de la investigación científica.
- Información: es la forma activa de la labor documental, o la aportación de los conocimientos deducidos del estudio formal.

Erich Pietsch sugirió en 1968 la existencia del binomio Información/Documentación, entendido siempre en el ámbito de la investigación, donde la Información se entiende como la activación de la documentación para la investigación; y la Documentación como todo aquello publicado en investigación científica que, en el momento de aparecer, pasa desapercibido, para aparecer más tarde en forma de reseñas o manuales, o en productos documentales como resúmenes o bibliografías. 
Es entonces que Pietsch considera imprescindible la existencia de un organismo encargado de resolver estos volúmenes de información (o explosión de información) para que el hombre pueda acceder a ellos, y este organismo sería el centro de documentación.